# KIM-1
KIM-1 (сокращение от Keyboard Input Monitor) — одноплатный микрокомпьютер на основе микропроцессора 6502, разработанный и производившийся компанией MOS Technology, Inc. и выпущенный в 1976 году.
Этот компьютер стал одним из первых одноплатных микрокомпьютеров, требовавших для работы только внешний источник питания. Это, а также низкая стоимость, ставшая следствием низкой стоимости процессора 6502, и возможность простого расширения системы сделали KIM-1 очень популярным среди энтузиастов в 1970-х годах.

## История
Первый процессор компании MOS Technology, 6501, мог устанавливаться на разработанные ранее платы для процессора Motorola 6800 без переделок аппаратуры, что позволяло потенциальным пользователям процессора быстро создать отладочную систему, используя уже существующую аппаратуру.
Компанию Motorola не устроило такое положение дел, и через судебное разбирательство она вынудила MOS прекратить продажи процессора 6501. В качестве замены MOS выпустила процессор 6502, отличавшийся от 6501 только назначением выводов, более не совпадавшим с назначением выводов 6800. Так как возможность использования существующей аппаратуры была утеряна, требовалось разработать новую отладочную плату, которая могла бы использоваться потребителями для освоения процессора. Плата, получившая название KIM-1, была разработана Чаком Педдлом (Chuck Peddle), лидером группы разработчиков микропроцессорного набора 650x и бывшим членом группы разработчиков процессора 6800.
Хотя устройство изначально предназначалось для инженеров, оно быстро нашло потребителей среди радиолюбителей. Устройство позволяло собрать полную компьютерную систему при затратах менее 500 долларов США. При этом стоимость самого KIM-1 составляла 245 долларов, и впоследствии он мог быть дополнен терминалом и внешним накопителем в виде кассетного магнитофона. Для сравнения, стоимость микрокомпьютера Altair 8800 без каких-либо дополнений в августе 1975 года составляла около 600 долларов.
Было издано много книг, посвящённых программированию KIM-1 на ассемблере и содержащих тексты небольших программ. Одна из таких программ превращала компьютер в музыкальную шкатулку, воспроизводя звук через небольшой динамик, подключаемый к одной из линий порта ввода-вывода.
С ростом популярности устройства одним из распространенных дополнений стал интерпретатор языка Бейсик, Tiny BASIC. Для его работы требовалось дополнительное ОЗУ объёмом 4 КБ Загрузка интерпретатора с кассеты занимала около 15 минут.
В 1976 году компании Rockwell International и Synertek, производившие процессор 6502 по лицензии, выпустили свои варианты отладочных плат — AIM 65 и SYM-1.
AIM 65 имел полную алфавитно-цифровую клавиатуру, 20-разрядный 14-сегментный светодиодный дисплей и небольшое печатное устройство, аналогичное используемым в кассовых аппаратах. Встроенное ПО включало монитор-отладчик, также было возможно приобретение дополнительных микросхем ПЗУ, содержавших ассемблер и интерпретатор Microsoft BASIC.
SYM-1 был промежуточным вариантом между KIM и AIM. Как и KIM, он имел небольшой дисплей и 29-клавишную мембранную клавиатуру (16 клавиш для ввода шестнадцатеричных чисел и управляющие клавиши), но имел аналогичные AIM внешние интерфейсы, а также полноценный последовательный интерфейс RS-232.
Вскоре после анонса KIM-1 компания MOS Technology была приобретена Commodore International, и производство компьютера продолжилось под брендом CBM. Чак Педдл начал работу над расширенной версией, которая имела встроенную QWERTY-клавиатуру и накопитель на магнитной ленте, а также монохромный видеомонитор, управляемый встроенным видеоконтроллером, что позволяло обойтись без использования внешнего терминала. Встроенное ПО включало интерпретатор Бейсика (Commodore BASIC) для обеспечения возможности работы с компьютером сразу после включения. Реализованный проект стал компьютером Commodore PET, появившимся на рынке в 1977 году, в один год вместе с двумя другими историческими компьютерами — Apple II (тоже с процессором 6502) и TRS-80 (с процессором Zilog Z80).
В настоящее время энтузиастами компьютерной техники разработано несколько проектов реплик и усовершенствованных клонов компьютера, обычно доступных в виде инструкций для самостоятельной сборки. Некоторые из них также продаются в виде собранных плат или наборов для сборки.

## Описание
Микрокомпьютер выполнен в виде одной печатной платы. На её лицевой стороне располагались все компоненты, включая три основные БИС — процессор MCS6502 и две многофункциональные микросхемы MCS6530 (RRIOT), каждая из которых включала масочное ПЗУ объёмом 1024 байта, 64 байта ОЗУ, два двунаправленных восьмиразрядных порта ввода-вывода и программируемый таймер. Основное ОЗУ объёмом 1 КБ было реализовано на восьми микросхемах статического ОЗУ 6102 (каждая имела объём 1024 бита). Таким образом, общий объём оперативной памяти компьютера составлял 1152 байта (включая 2x64 байта в микросхемах MCS6530).
В качестве интерфейса пользователя компьютер имел шестиразрядный 7-сегментный светодиодный индикатор и 24-клавишную клавиатуру.
На разъёмы на краю платы были выведены линии портов ввода-вывода микросхем 6530 и некоторые другие сигналы. К разъемам могли подключаться телетайпный терминал TTY 33-ASR и накопитель на перфоленте или магнитной ленте.
Первые микрокомпьютеры, подобные MITS Altair, имели набор переключателей на передней панели для ввода данных. Перед началом работы требовалось вручную вводить с помощью этих переключателей небольшую программу-загрузчик, с помощью которой можно было загружать нужное ПО с внешнего накопителя, например с перфоленты. Процесс ручного ввода загрузчика занимал до пяти минут, и любая ошибка при вводе могла привести к необходимости начинать ввод заново.
KIM-1 имел встроенное ПО, хранимое в ПЗУ микросхем 6530, называемое TIM (Terminal Interface Monitor).
Оно включало загрузчик данных с накопителя на магнитной ленте, а также драйвера и клавиатуры. Это упрощало начало работы с компьютером.

## Видеоадаптеры
Для KIM-1 было разработано несколько видеоадаптеров, позволявших отображать информацию на экране телевизора или монитора.
Дон Ланкастер (Don Lancaster), создатель TV Typewriter, разработал недорогой видеотерминал, позволяющий отображать до 4000 символов на экране телевизора или монитора, обычно в формате 16 строк по 32 символа в верхнем регистре. Схема состояла из 10 дешёвых микросхем и использовала оперативную память компьютера для хранения отображаемого текста.
В июле 1977 года радиолюбительский журнал Popular Electronics опубликовал проект видеотерминала TVT-6, попавший на обложку журнала.
Набор для самостоятельной сборки продавался компанией PAiA Electronics по цене 34,95 доллара. Дон Ланкастер доработал схему этого устройства, добавив возможность отображения цвета и простой графики, опубликовав её в книге The Cheap Video Cookbook.